# Братунаць (громада)
Братунаць (серб. Општина Братунац) — боснійська громада, розташована в регіоні Бієліна Республіки Сербської. Адміністративним центром є місто Братунаць.